# Review of Reviews

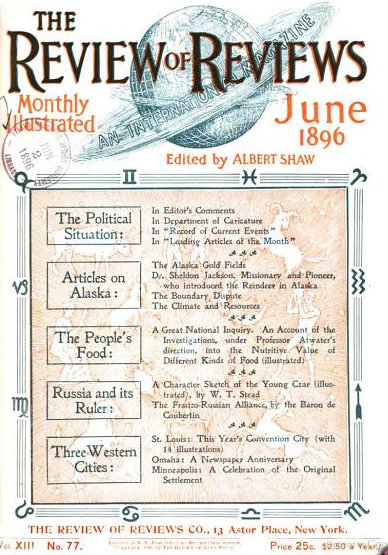
Review of Reviews (Nueva York), 1896

La Review of Reviews (traducción literal: "Revista de Revistas") fue una destacada familia de publicaciones mensuales fundada en 1890-1893 por el periodista reformista británico William Thomas Stead (1849-1912). Establecida en tres continentes, con sedes en Londres (1891), Nueva York (1892) y Melbourne (1893), la Review of Reviews, la American Review of Reviews y la Australasian Review of Reviews representaron el sueño de Stead de un imperio editorial global. 

## Fundador, W. T. Stead
Stead fue un periodista de carrera que se vio atraído por la política reformista en la década de 1880, abogando por causas como la amistad británico-rusa, la reforma de los códigos penales de Inglaterra y el mantenimiento de la paz internacional. Fue conocido en Gran Bretaña por haber aprobado, casi sin ayuda, la primera ley de protección infantil, al investigar y denunciar el maltrato infantil y la esclavitud blanca en una serie de artículos titulados "El tributo inaugural de la moderna Babilonia", publicado en el Pall. Mall Gazette en julio de 1885. 
Como resultado, la Ley de Enmienda de Derecho Penal de 1885, aumentó la edad de consentimiento para las niñas de trece a dieciséis años, similar a las leyes de "violación legal" en los Estados Unidos. Como editor de la London Pall Mall Gazette (1883-1889), Stead contribuyó a que los periódicos tengan el aspecto que presentan hoy. Introdujo cabeceras anchas (títulos de sección) y artículos firmados, entrevistas populares y comenzó con las ilustraciones y la indexación. Feminista avanzado, fue el primer editor de Londres en pagar a las mujeres igual que a los hombres. 
Fue el autor de muchos libros, incluidos The Truth about Russia (1888), If Christ Came to Chicago (1893) y The Americanization of the World (1902). Su ensayo "Cómo el vapor correo se hundió en el Atlántico medio" (1886) se considera la primera predicción del hundimiento del Titanic; su novela Del viejo mundo al nuevo (1892) fue la segunda predicción. El propio Stead murió en el hundimiento del Titanic en 1912.

## LaReview of Reviews

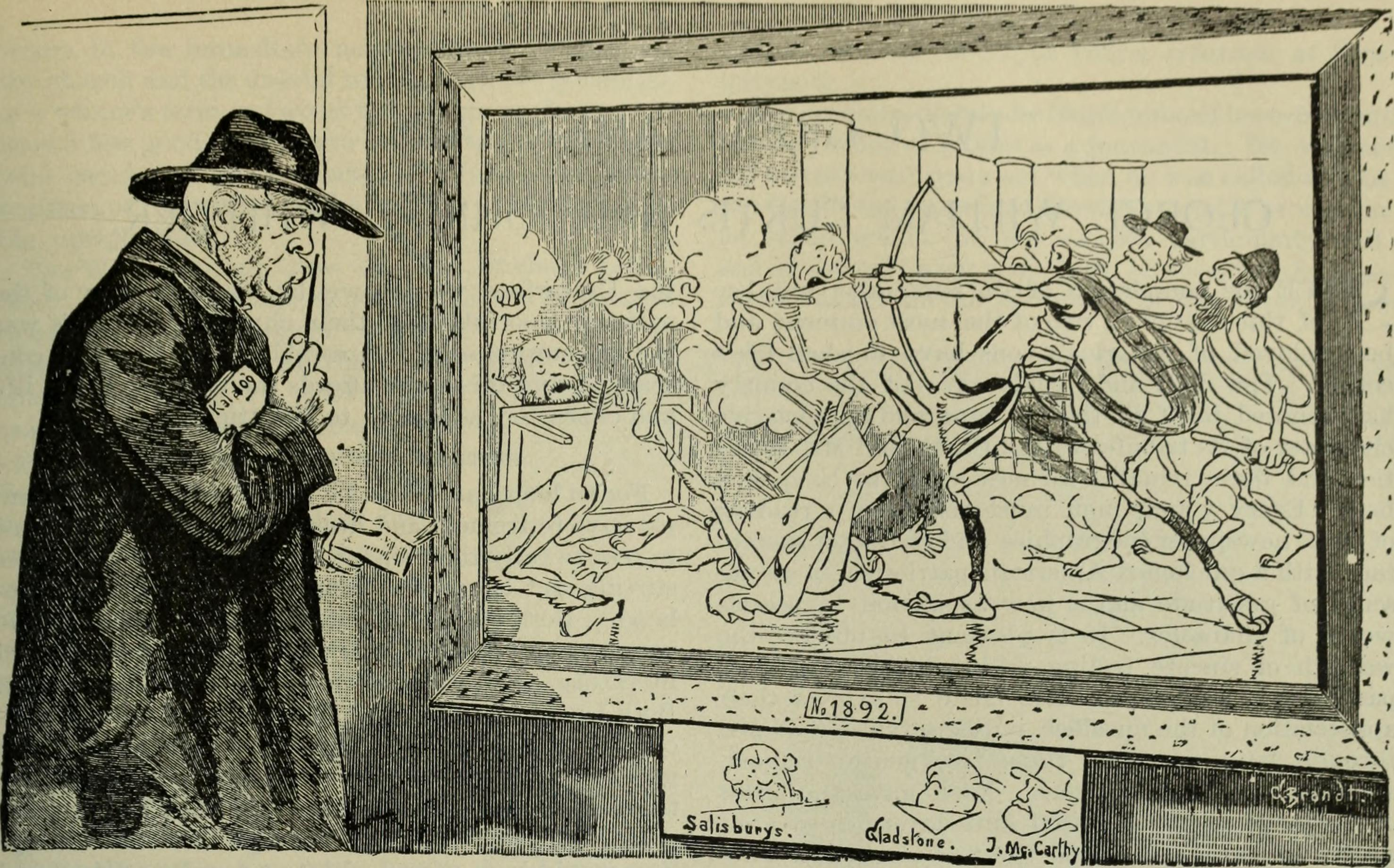
Review of Reviews. Ilustración satírica sobre las elecciones en el Reino Unido de 1893

La Review of Reviews se inició en enero de 1890, por iniciativa de W.T. Stead y del propietario de la revista Tit-Bits, Sir George Newnes. Originalmente se iba a llamar Six Penny Monthly and Review of Reviews, pero se modificó en el último momento. Según Stead, era "lo más loco" que había hecho hasta entonces, debido a que se había decidido lanzar la empresa tan solo un mes antes. 
La Review reflejaba la hiperactiva imaginación de Stead, y fue escrita casi exclusivamente por él. Junto con las docenas de revistas y reseñas de libros que contenía, también incluía un comentario de eventos mundiales, titulado "El progreso del mundo", y un boceto de la personalidad de una "celebridad" actual. El primer número fue un éxito instantáneo, y se abrió con numerosos mensajes de bienvenida en facsímil, que Stead había requerido de varios dignatarios de la época. Sin embargo, la relación de Stead con Newnes se vio afectada cuando este último se opuso enérgicamente al mordaz boceto del periódico The Times (publicado finalmente en marzo). 
Posiblemente, viendo esta discordia como una señal de lo que podría venir después, Newnes cortó sus lazos con la revista, exclamando que toda la empresa estaba "volviéndose gris". Después de comprar la parte de Newnes, Stead le dio forma a la Review según su propia imagen. Con títulos de artículos como "La matanza de bebés como una inversión" y "¿Debería ser Mrs. Maybrick torturado hasta la muerte?", Stead demostró que no había perdido nada de la fuerza del martillo de sus días periodísticos. También participó la Review en el activismo social, creando la "Asociación de Ayudantes" e incluso una agencia de adopción llamada "La Bolsa de Bebés". 
Fue uno de los primeros partidarios y hablante del idioma esperanto y dedicó una página a su promulgación en cada número. 
En 1891-92, fundó las ediciones igualmente exitosas de la Review en Estados Unidos y Australia, y, en Londres, se sumó a su éxito con otros triunfos literarios, como Stead's Penny Poets y "Books for the Bairns", todos publicados bajo los auspicios de la Review. Sin embargo, a pesar de estos aparentes éxitos, sin el criterio profesional de Newnes para guiar la empresa, Stead condujo con frecuencia la Review al birde de la desaparición, a pesar de los esfuerzos de su gerente comercial, Edwin H. Stout. 
Este fue particularmente el caso durante la segunda guerra bóer (1899-1902), cuando su postura pro Bóer hizo que las ventas cayeran a niveles críticos. El intento de Stead de recuperar sus pérdidas, con el lanzamiento de The Daily Paper, fue un fracaso total, y casi en bancarrota, sufrió una crisis nerviosa. La Review nunca acabó de levantar el vuelo, limitada por una base de suscripción devota pero no muy amplia. Pero, después de la desaparición de Stead en el desastre del Titanic, la revista perdió gran parte de su fuerza, y hacia 1917 se vendió por solo por 25.000 libras. Finalmente se fusionó con la revista World y pasó a llamarse World Review en 1940. Uno de sus últimos editores fue Lovat Dickson.

## LaAmerican Review of Reviews

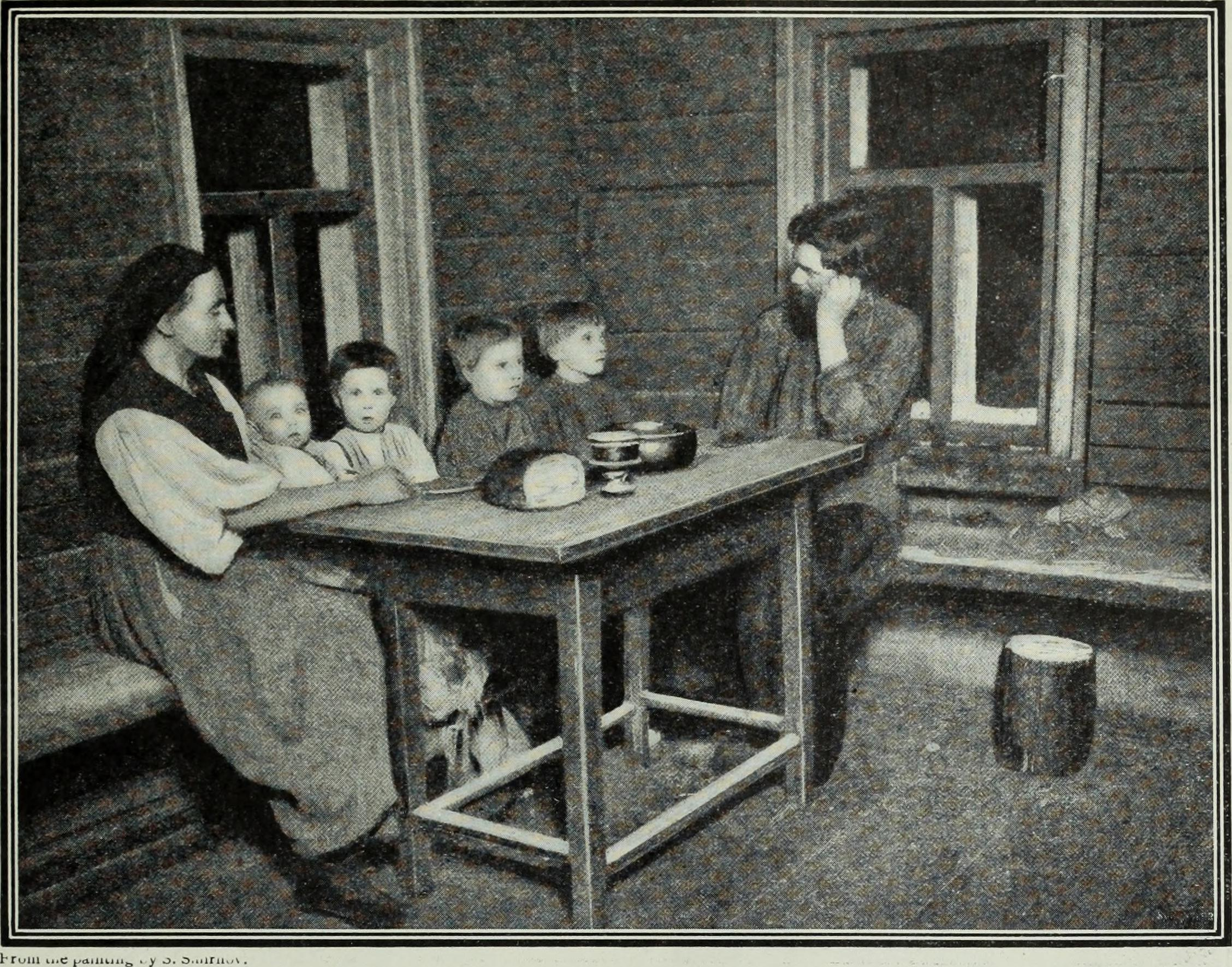
Imagen de una familia campesina rusa. American Review of Reviews, 1905

La American Review of Reviews fue editada por el académico, periodista y reformador estadounidense Albert Shaw. 
Publicada desde Nueva York, The American Review of Reviews se editó simultáneamente junto con su homóloga británica. Como tal, representaba los puntos de vista y las preocupaciones de los participantes en la cultura transatlántica de la reforma progresista, brillantemente analizada por Daniel T. Rodgers en: Cruces atlánticos: Política social en una edad progresista (1998). 
Shaw era parte de la primera generación de reformistas académicos, que incluía a Woodrow Wilson (quien era su compañero de clase en la Universidad Johns Hopkins). Nacido en Ohio, Shaw estudió en el Grinnell College y recibió su doctorado por la Johns Hopkins en 1884. Al rechazar un puesto como profesor en Cornell, Shaw se convirtió en editor del Minneapolis Tribune y en un autor ampliamente publicado de libros sobre reforma municipal. 
The American Review of Reviews es una de las mejores fuentes primarias sobre la reforma estadounidense entre 1890 y 1920, que proporciona no solo una visión panorámica de los intereses de los reformadores, sino también los lazos entre los progresistas británicos y estadounidenses. Sin embargo, en el volumen 3, su estilo se había alejado significativamente del de su homóloga británica. 
The American Review of Reviews se publicó como cabecera independiente hasta 1937, cuando se fusionó con The Literary Digest.

## Volúmenes disponibles
Versiones en línea de con el texto completo de la American Review of Reviews disponibles a través de Google Books:
| - Vol I: 1890: enero–julio (no encontrado) - Vol II: 1890: August–enero (no encontrado) - Vol III: 1891: enero–julio - Vol IV: 1891: August–enero - Vol V: 1892: enero–junio - Vol VI: 1892: Julio–diciembre (no encontrado) - Vol VII: 1893: enero–junio (no encontrado) - Vol VIII: 1894: Julio–diciembre (no encontrado) - Vol IX: 1894: enero–junio - Vol X: 1894: Julio–diciembre (no encontrado) - Vol XI: 1895: enero–junio - Vol XII: 1895: Julio–diciembre (no encontrado) - Vol XIII: 1896: enero–junio - Vol XIV: 1896: Julio–diciembre - Vol XV: 1897: enero–junio - Vol XVI: 1897: Julio–diciembre - Vol XVII: 1898: enero–junio - Vol XVIII: 1898: Julio–diciembre (no encontrado) - Vol XIX: 1899: enero–junio (no encontrado) - Vol XX: 1899: Julio–diciembre - Vol XXI: 1900: enero–junio - Vol XXII: 1900: Julio–diciembre - Vol XXIII: 1901: enero–junio | - Vol XXIV: 1901: Julio–diciembre - Vol XXV: 1902: enero–junio (no encontrado) - Vol XXVI: 1902: Julio–diciembre (no encontrado) - Vol XXVII: 1903: enero–junio (no encontrado) - Vol XXVIII: 1903: Julio–diciembre (no encontrado) - Vol XXIX: 1904: enero–junio (no encontrado) - Vol XXX: 1904: Julio–diciembre - Vol XXXI: 1905: enero–junio - Vol XXXII: 1905: Julio–diciembre (no encontrado) - Vol XXXIII: 1906: enero–junio - Vol XXXIV: 1906: Julio–diciembre - Vol XXXV: 1907: enero–junio - Vol XXXVI: 1907 Julio–diciembre - Vol XXXVII: 1908: enero–junio - Vol XXXVIII: 1908 Julio–diciembre - Vol XXXIX: 1909: enero–junio - Vol XL: 1909: Julio–diciembre (no encontrado) - Vol XLI: 1910: enero–junio - Vol XLII: 1910 Julio–diciembre - Vol XLIII: 1911: enero–junio - Vol XLIV: 1911 Julio–diciembre - Vol XLV: 1912: enero–junio | - Vol XLVI: 1912 Julio–diciembre - Vol XLVII: 1913: enero–junio - Vol XLVIII: 1913 Julio–diciembre - Vol XLIX: 1914: enero–junio - Vol L: 1914: Julio–diciembre (no encontrado) - Vol LI: 1915: enero–junio - Vol LII: 1915 Julio–diciembre - Vol LIII: 1916: enero–junio - Vol LIV: 1916: Julio–diciembre (no encontrado) - Vol LV: 1917: enero–junio (no encontrado) - Vol LVI: 1917: Julio–diciembre (no encontrado) - Vol LVII: 1918: enero–junio - Vol LVIII: 1918 Julio–diciembre - Vol LIX: 1919: enero–junio - Vol LX: 1919 Julio–diciembre - Vol LXI: 1920: enero–junio (no encontrado) - Vol LXII: 1920: Julio–diciembre (no encontrado) - Vol LXIII: 1921: enero–junio (no encontrado) - Vol LXIV: 1921 Julio–diciembre - Vol LXV: 1922: enero–junio - Vol LXVI: 1922: Julio–diciembre |